# Gypona aurifera
Gypona aurifera är en insektsart som beskrevs av Henry Fairfield Osborn 1938. Gypona aurifera ingår i släktet Gypona och familjen dvärgstritar. Inga underarter finns listade i Catalogue of Life.